# Annemiek Bekkering
Annemiek Bekkering, née le 5 août 1991 à Veghel, est une skipper néerlandaise. Elle a remporté la médaille de bronze olympique en 49er FX en 2020. 

## Palmarès
- Jeux olympiques de 2020 : 
  -  Médaille de bronze en 49er FX